# Championnat d'Afrique du Sud de football 2023-2024
 (novembre 2023).
Si vous disposez d'ouvrages ou d'articles de référence ou si vous connaissez des sites web de qualité traitant du thème abordé ici, merci de compléter l'article en donnant les références utiles à sa vérifiabilité et en les liant à la section « Notes et références ».
Navigation
Édition précédente Édition suivante
La saison 2024-2024 du Championnat d'Afrique du Sud de football est la 28e édition du championnat de première division en Afrique du Sud, pour des raisons de sponsoring, le championnat est nommé DSTV Premiership. Les seize meilleurs clubs du pays sont regroupés au sein d'une poule unique, où ils s'affrontent deux fois au cours de la saison, à domicile et à l'extérieur. À l'issue du championnat, le dernier du classement est relégué, tandis que l'avant-dernier dispute un barrage de promotion-relégation face aux meilleures équipes de National First Division, la deuxième division sud-africaine.

## Compétition
Le championnat débute le 3 août 2023 et s'achèvera le 25 mai 2024.

### Classement
Le classement est établi sur le barème de points classique (victoire à 3 points, match nul à 1, défaite à 0).
Pour départager les égalités, on tient d'abord compte de la différence de buts générale, puis du nombre de buts marqués, puis des confrontations directes.
| Rang | Équipe              | Pts | J  | G  | N  | P  | Bp | Bc | Diff |
| ---- | ------------------- | --- | -- | -- | -- | -- | -- | -- | ---- |
| 1    | Mamelodi Sundowns T | 73  | 30 | 22 | 7  | 1  | 52 | 11 | +41  |
| 2    | Orlando Pirates C   | 50  | 30 | 14 | 8  | 8  | 44 | 26 | +18  |
| 3    | Stellenbosch FC     | 50  | 30 | 14 | 8  | 8  | 39 | 24 | +15  |
| 4    | Sekhukhune United   | 45  | 30 | 12 | 9  | 9  | 31 | 24 | +7   |
| 5    | Cape Town City FC   | 45  | 30 | 12 | 9  | 9  | 32 | 26 | +6   |
| 6    | TS Galaxy           | 44  | 30 | 12 | 8  | 10 | 31 | 25 | +6   |
| 7    | SuperSport United   | 44  | 30 | 11 | 11 | 8  | 35 | 33 | +2   |
| 8    | Polokwane City P    | 39  | 30 | 9  | 12 | 9  | 21 | 27 | -6   |
| 9    | Golden Arrows       | 38  | 30 | 10 | 8  | 12 | 33 | 44 | -11  |
| 10   | Kaizer Chiefs       | 36  | 30 | 9  | 9  | 12 | 25 | 30 | -5   |
| 11   | AmaZulu             | 36  | 30 | 8  | 12 | 10 | 24 | 30 | -6   |
| 12   | Chippa United       | 34  | 30 | 8  | 10 | 12 | 26 | 29 | -3   |
| 13   | Royal AM            | 33  | 30 | 9  | 6  | 15 | 24 | 43 | -19  |
| 14   | Moroka Swallows FC  | 32  | 30 | 8  | 8  | 14 | 24 | 36 | -12  |
| 15   | Richards Bay FC     | 30  | 30 | 8  | 6  | 16 | 24 | 37 | -13  |
| 16   | Cape Town Spurs P   | 23  | 30 | 6  | 5  | 19 | 23 | 43 | -20  |

|  | Qualification pour la Ligue des champions de la CAF 2024-2025                  |
|  | Qualification pour la Coupe de la confédération 2024-2025                      |
|  | Relégation directe en deuxième division                                        |
|  | barrage de relégation                                                          |
|  | T : Tenant du titre C : Vainqueur de la Coupe d'Afrique du Sud P : Promu de D2 |

### Barrage de promotion-relégation
Les barrages  opposent le 15e de première division, aux 2e et 3e de deuxième division.
| Rang | Équipe               | Pts | J | G | N | P | Bp | Bc | Diff |
| ---- | -------------------- | --- | - | - | - | - | -- | -- | ---- |
| 1    | Richards Bay FC (D1) | 8   | 4 | 2 | 2 | 0 | 6  | 1  | +5   |
| 2    | AmaTuks (D2)         | 5   | 4 | 1 | 2 | 1 | 3  | 3  | 0    |
| 3    | Baroka FC (D2)       | 2   | 4 | 0 | 2 | 2 | 1  | 6  | -5   |

## Bilan de la saison
| Championnat d'Afrique du Sud de football 2023-2024                        |                               |
| Champion                                                                  | Mamelodi Sundowns (17e titre) |
| Coupes et trophées                                                        |                               |
| Vainqueur de la Coupe d'Afrique du Sud 2023-2024                          | Orlando Pirates               |
| Qualifications continentales                                              |                               |
| Ligue des champions de la CAF 2024-2025                                   | Mamelodi Sundowns             |
| Ligue des champions de la CAF 2024-2025                                   | Orlando Pirates               |
| Coupe de la confédération 2024-2025                                       | Stellenbosch FC               |
| Coupe de la confédération 2024-2025                                       | Sekhukhune United             |
| Promotions et relégations                                                 |                               |
| Promus en Championnat d'Afrique du Sud de football                        | Maritzburg United FC          |
| Relégués en Championnat d'Afrique du Sud de football de deuxième division | Cape Town Spurs               |